# FC Wacker Innsbruck (2002)
Pour les articles homonymes, voir FC Wacker Innsbruck.
Maillots
Le FC Wacker Innsbruck est un club autrichien de football basé à Innsbruck. Pour  la saison 2019-2020, le club évolue en deuxième division à la suite de sa relégation de la première division.

## Historique
- 2002 : fondation du club sous le nom de FC Wacker Tirol
- 2002 : communauté de jeu avec le WSG Wattens nommé SPG WSG Wattens-FC Wacker Tirol
- 2003 : révocation de la communauté de jeu
- 2007 : le club est renommé FC Wacker Innsbruck
- 2010 : le club monte en première division autrichienne
- 2014 : Relégation en deuxième division
- 2018 : Retour en première division autrichienne
- 2019 : Relégation en deuxième division
- 2022 : En proie avec des problèmes financiers, le club perd sa licence professionnelle en fin de saison 2021-2022 de deuxième division et sera rétrogradé en cinquième division autrichienne.
- 2024 : Le club s'engage dans un partenariat de clubs autour du Los Angeles FC avec comme objectif de remonter en Bundesliga pour l'horizon 2028[1].

## Palmarès
- Championnat d'Autriche de deuxième division
  - Champion : 2004, 2010 et 2018

## Logo

Logo d'avant juin 2007
Logo de juin 2007 à juin 2014
Logo depuis juin 2014